# Pro50 Championship 2017/18
Der Pro50 Championship 2017/18 war die 16. Austragung der nationalen List A Cricket-Meisterschaft in Simbabwe. Der Wettbewerb wurde zwischen dem 1. Dezember 2017 und 2. Juni 2018 zwischen den vier simbabwischen First-Class-Franchises. Die Meisterschaft wurde von den Rising Stars gewonnen.

## Format
Die fünf Mannschaften spielten in einer Gruppe gegen jede andere Mannschaft jeweils zwei Spiele. Für einen Sieg gab es vier Punkte, für ein Unentschieden, Absage oder No Result 2 Punkte. Des Weiteren wurden Bonuspunkte vergeben. Die besten zwei Mannschaften qualifizierten sich für das Finale.

## Resultate

### Gruppenphase
Tabelle
| Teams                | Sp. | S | N | U | R | NR | BP | Ded | Punkte | NRR    |
| -------------------- | --- | - | - | - | - | -- | -- | --- | ------ | ------ |
| Rising Stars         | 8   | 5 | 2 | 0 | 0 | 1  | 3  | 0   | 25     | +0.950 |
| Mountaineers         | 8   | 4 | 3 | 0 | 0 | 1  | 3  | 0   | 21     | +0.284 |
| Matabeleland Tuskers | 8   | 4 | 3 | 0 | 0 | 1  | 2  | 0   | 20     | +0.083 |
| Mashonaland Eagles   | 8   | 3 | 5 | 0 | 0 | 0  | 0  | 0   | 12     | −0.615 |
| Mid West Rhinos      | 8   | 2 | 5 | 0 | 0 | 1  | 1  | 0   | 11     | −0.558 |

Spiele
| 1. Dezember Scorecard | Harare (HSC) | Mid West Rhinos 283-7 (50)               | – | Mashonaland Eagles 287-5 (48.2) |
|                       |              | Mashonaland Eagles gewinnt mit 5 Wickets |   |                                 |

| 1. Dezember Scorecard | Bulawayo | Matabeleland Tuskers 169 (44.1)    | – | Mountaineers 170-5 (33.4) |
|                       |          | Mountaineers gewinnt mit 5 Wickets |   |                           |

| 17. April Scorecard | Mutare | Mountaineers 226 (47.4)           | – | Mid West Rhinos 122 (35) |
|                     |        | Mountaineers gewinnt mit 104 Runs |   |                          |

| 17. April Scorecard | Harare (TSC) | Rising Stars 276-8 (50)                       | – | Mashonaland Eagles 273-6 (46.3) |
|                     |              | Rising Stars gewinnt mit 28 Runs (D/L method) |   |                                 |

| 29. April Scorecard | Harare (HSC) | Mid West Rhinos 218 (48.4)         | – | Rising Stars 220-5 (44.3) |
|                     |              | Rising Stars gewinnt mit 5 Wickets |   |                           |

| 30. April Scorecard | Bulawayo | Matabeleland Tuskers 236-7 (50)           | – | Mashonaland Eagles 116 (38.1) |
|                     |          | Matabeleland Tuskers gewinnt mit 120 Runs |   |                               |

| 11. Mai Scorecard | Bulawayo | Mid West Rhinos 193 (47)                   | – | Matabeleland Tuskers 194-5 (30.5) |
|                   |          | Matabeleland Tuskers gewinnt mit 5 Wickets |   |                                   |

| 11. Mai Scorecard | Harare (TSC) | Mountaineers 126 (40)              | – | Rising Stars 127-1 (26.4) |
|                   |              | Rising Stars gewinnt mit 9 Wickets |   |                           |

| 22. Mai Scorecard | Harare (HSC) | Rising Stars 214 (40.2)                    | – | Matabeleland Tuskers 215-4 (45.5) |
|                   |              | Matabeleland Tuskers gewinnt mit 6 Wickets |   |                                   |

| 22. Mai Scorecard | Harare (OH) | Mashonaland Eagles 116 (36.3)      | – | Mountaineers 117-2 (25.2) |
|                   |             | Mountaineers gewinnt mit 8 Wickets |   |                           |

| 23. Mai Scorecard | Harare (HSC) | Mashonaland Eagles 212-9 (50)          | – | Matabeleland Tuskers 196 (45.1) |
|                   |              | Mashonaland Eagles gewinnt mit 16 Runs |   |                                 |

| 23. Mai Scorecard | Harare (OH) | Rising Stars 207 (46.4)          | – | Mid West Rhinos 141 (30.5) |
|                   |             | Rising Stars gewinnt mit 66 Runs |   |                            |

| 25. Mai Scorecard | Harare (HSC) | Matabeleland Tuskers 114 (19.5)    | – | Rising Stars 115-2 (20) |
|                   |              | Rising Stars gewinnt mit 8 Wickets |   |                         |

| 25. Mai Scorecard | Harare (OH) | Mashonaland Eagles 186 (44.1)                 | – | Mountaineers 180-6 (43.5) |
|                   |             | Mountaineers gewinnt mit 27 Runs (D/L method) |   |                           |

| 27. Mai Scorecard | Harare (OH) | Matabeleland Tuskers 39-4 (11.5) | – | Mid West Rhinos |
|                   |             | No Result                        |   |                 |

| 27. Mai Scorecard | Harare (TSC) | Mountaineers 241 (47) | – | Rising Stars 101-3 (15.4) |
|                   |              | No Result             |   |                           |

| 28. Mai Scorecard | Harare (TSC) | Mid West Rhinos 217-8 (50)         | – | Mashonaland Eagles 208 (38.3) |
|                   |              | Mid West Rhinos gewinnt mit 9 Runs |   |                               |

| 28. Mai Scorecard | Harare (HSC) | Matabeleland Tuskers 275-9 (50)                       | – | Mountaineers 222-6 (46) |
|                   |              | Matabeleland Tuskers gewinnt mit 18 Runs (D/L method) |   |                         |

| 30. Mai Scorecard | Harare (TSC) | Mid West Rhinos 269-7 (50)          | – | Mountaineers 173 (38.2) |
|                   |              | Mid West Rhinos gewinnt mit 96 Runs |   |                         |

| 30. Mai Scorecard | Harare (OH) | Rising Stars 257-9 (50)          | – | Mashonaland Eagles 236 (49.1) |
|                   |             | Rising Stars gewinnt mit 21 Runs |   |                               |

### Finale
| 2. Juni Scorecard | Harare (HSC) | Rising Stars 281-9 (50)           | – | Mountaineers 137 (30.1) |
|                   |              | Rising Stars gewinnt mit 144 Runs |   |                         |